# So Ends Our Night
So Ends Our Night ist ein US-amerikanisches Filmdrama aus dem Jahr 1941 von John Cromwell. Kurz vor dem Ausbruch des Zweiten Weltkriegs treffen in Wien drei Emigranten aufeinander: Josef Steiner, verkörpert von Fredric March, der gegen die Nazis opponiert, und seine Frau Marie (Frances Dee) schützen will, sowie Ludwig Kern (Glenn Ford), Sohn einer jüdischen Mutter, und die jüdische Chemikerin Ruth Holland (Margaret Sullavan), in die Kern sich verliebt. Eine gefährliche Flucht ohne Dokumente quer durch ein unsicheres Europa verbindet sie.
Der Film entstand nach Erich Maria Remarques Roman Liebe deinen Nächsten, der 1941 in Boston unter dem internationalen Titel Flotsam veröffentlicht wurde. Cromwell verfilmte das Buch bereits kurz nach seinem Erscheinen in den USA, noch bevor die Vereinigten Staaten in den Krieg eingetreten waren.

## Handlung
Österreich 1937, etwa ein Jahr vor dem Anschluss Österreichs an das Deutsche Reich: Josef Steiner, ein Mann mittleren Alters, und Kriegsveteran ist von Anfang an ein Gegner der Nationalsozialisten, in deren Fokus er seitdem steht. Er ist aus einem Gefangenenlager in Deutschland geflohen und hält sich in einer zwielichtigen Pension in Österreich versteckt, wo er Bekanntschaft mit dem jungen Ludwig Kern macht, der aus einer wohlhabenden deutschen Familie stammt, dessen Mutter allerdings Jüdin war. Da er nicht rein arisch ist, sieht auch er sich der Verfolgung durch die Nationalsozialisten ausgesetzt. Die Männer besitzen keine Pässe mehr, sind praktisch staatenlos und grübeln darüber nach, welchen Weg es gibt, sich in ein sicheres Land abzusetzen.
Es dauert nicht lange, und beide Männer werden von österreichischen Beamten ausfindig gemacht und verhaftet. In einer Gefängniszelle, in der sich auch „Das Huhn“ und „Der Pole“ aufhalten, freunden sich die Männer an. Ludwig Kern wird alsbald entlassen, während der Gestapo-Beamte Brenner Josef Steiner befragt und ihm einen Pass im Austausch gegen die Namen der Männer anbietet, die ihm geholfen haben, aus dem Gefangenenlager zu fliehen. Steiner lehnt das Ansinnen jedoch ab. Da Brenner in Österreich nicht zuständig ist, sind ihm die Hände gebunden. So kommt es, dass Josef und Ludwig sich erneut ein Zimmer in einer Pension teilen, wo auch „The Chicken“, so genannt, weil er immer von gebratenem Hühnchen träumt, und „The Pole“, ein Meister im Taschendiebstahl und im Glücksspiel, Unterschlupf gefunden haben. Josef lässt sich von ihm allerlei Tricks beibringen.
Als die Männer eines Nachts die Grenze zur Tschechoslowakei überqueren wollen, quälen Josef Gedanken an den Tag, an dem er seine Frau Marie das letzte Mal sah. Nachdem er aus dem Lager entkommen war, versteckte er sich im Haus eines Freundes auf dem Dachboden, während sein Freund seiner Frau einen Brief von ihm überbringen sollte. Aus Angst um sein eigenes Leben trat sein Freund dann jedoch den Rückzug an, was Josef dazu bewog, Deutschland dauerhaft zu verlassen. Um Marie zuvor noch einmal zu sehen, begab er sich als Marktarbeiter verkleidet auf den Markt, wo Marie regelmäßig einkaufte. Als er sie sah, folgte er ihr, bat sie, sich nicht umzudrehen und versicherte Marie, dass er sie unsterblich liebe. Dann drängte er sie, sich von ihm scheiden zu lassen, damit die Nazis keinen Grund mehr hätten, sie zu verfolgen. Ein letztes Mal umschlossen seine Augen die Frau, die ihm alles bedeutet, bevor er Deutschland verließ.
In Wien ist es ihm immerhin möglich über Umwege Briefe von seiner Frau zu erhalten. Seine neu gelernten Kartenspieltricks wendet Josef an, um sich Geld zu erspielen für einen Pass, womit er sich die neue Identität Johann Huber zulegt. Es gelingt ihm nach Prag zu gelangen, wo er hofft, seinen Vater zu finden. Auch Ludwig ist inzwischen in Prag angekommen, wo er in einem kleinen Hotel sprichwörtlich über die junge jüdische Exilantin Ruth Holland stolpert. Zwischen beiden entwickelt sich schnell eine Freundschaft, die jedoch durch die Angst, die Ruth beherrscht, immer wieder Prüfungen ausgesetzt ist. Als Ludwig sie beschwört, dass sie ihre Vergangenheit vergessen müsse, geht Ruths Erinnerung zurück zu dem Ereignis, das sie dazu veranlasste, aus Deutschland zu fliehen. Ruth, die Chemie studierte, wurde von ihrem deutschen Verlobten nicht nur verlassen, sondern auch durch Worte tief verletzt. Als sie bei ihm Trost suchte, weil sie als Jüdin die Universität verlassen musste, erwiderte er kalt, dass er sich auch daran stoße und wünschte, sie wäre zusammen mit ihren Eltern gestorben, da seine ihm so wichtige Karriere durch sie gefährdet sei. Um Ruth auf andere Gedanken zu bringen, geht Ludwig mit ihr ins Kino und aus der Freundschaft beider wird an diesem Abend Liebe.
Kurze Zeit später erfährt Ludwig, dass sein Vater Selbstmord begangen hat. So reist er zurück nach Wien, wohin Ruth schon zuvor zurückgekehrt ist. Dort findet er Josef, der sich als Aushilfe in einem Vergnügungspark verdingt hat. Josefs sympathischer Chef, Leopold Potzloch, gibt auch Ludwig eine Chance und teilt ihn seiner Mitarbeiterin Lilo, die in der Schießbude arbeitet, als Assistent zu. Ruth hat inzwischen versucht, ihr unterbrochenes Studium in Wien wieder aufzunehmen, scheitert aber erneut. Als eines Abends ein österreichischer Polizeichef seine Siegesserie an der Schießbude zelebriert, greift Ludwig zu einer der speziellen Kugeln. Der Polizeichef ist jedoch ein schlechter Verlierer und beschuldigt Ludwig, ihn betrogen zu haben. Als er dann auch noch verlangt, Ludwigs Pass zu sehen, greift Ruth ein, die daraufhin von dem Mann beleidigt wird. Als Reaktion darauf, greift Ludwig den Polizisten an. Die Quittung ist ein erneuter Gefängnisaufenthalt.
Als Ludwig wieder entlassen wird geht er nach Zürich, wo Ruth in der luxuriösen Wohnung eines Freundes aus ihrer Kindheit Zuflucht gefunden hat. Zur selben Zeit setzt Ludwig sich vom Festplatz ab, da die Nazis sich dort breitmachen. Ludwig und Ruth fliehen indes über die Schweizer Berge zusammen nach Paris. Dort erkrankt Ruth und muss ins Krankenhaus. Als Ludwig versucht einem Mann namens Ammers Parfüm zu verkaufen, wird er von diesem angeschwärzt. Ammers spioniert für die Nazis. Wieder muss er ins Gefängnis. Nach seiner Entlassung geht er nach Genf, wo auch Ruth inzwischen ist, die sich von ihrer Krankheit erholt hat. Wieder zurück in Paris tun beide sich mit ihren Freunden zusammen, mit Josef, „Dem Huhn“ und „Dem Polen“ sowie mit Professor Meyer, der Ruth immer unterstützt hat. Während sie ihr Zusammensein in einem Café feiern, erzählt Meyer Ludwig, dass ein französischer Professor Durant Ruth heiraten möchte, wodurch ihr eine französische Staatsbürgerschaft garantiert sei. Als Ludwig später in der Nacht Ruth davon erzählt, weist sie dieses Ansinnen weit von sich.
Die Flüchtlinge werden sodann auf einer Baustelle als billige Arbeitskräfte eingesetzt. Als Josef einen Brief erhält, dass seine Frau im Sterben liege, kann auch Ludwig ihn nicht davon abbringen, zurück nach Deutschland zu gehen, wo er auch sofort verhaftet wird. Vernommen wird er wiederum von Brenner sowie eine Oberst der Gestapo. Er stimmt zu, die Namen seiner Freunde preiszugeben, wenn man ihm erlaube, zwei Tage mit Marie zu verbringen. Brenner gewährt ihm dies nur widerwillig, zumal, wie Josef nun erfährt, Marie niemals die Scheidung eingereicht hat. Nach Maries Tod führt Brenner Josef zu einer steilen Treppe und will die Namen. Josef gibt diese jedoch nicht preis und stürzt sich lieber selbst in den Tod.
In Paris wird Ludwig inzwischen erneut inhaftiert. Mit einer List gelingt es Ruth, mit Durants Hilfe seine Freilassung zu erreichen und sogar einen Pass für sich zu erhalten. Das Geld, um auch für Ludwig einen Pass kaufen zu können, erhält Ruth von Josefs Pariser Freund Leo, der die Weisung hat, sollte Josef seine Rückkehr nach Deutschland nicht überleben, dessen Ersparnisse an Ruth und Ludwig weiterzuleiten. Nun, da beide Pässe haben, träumen sie von einer Ehe und einer Auswanderung in die Vereinigten Staaten.

## Produktion

### Produktionsnotizen und Hintergrund
Für David L. Lowe und Albert Lewin, die ihre Produktionsfirma im Januar 1940 gegründet hatten, war dies ihr erster Film, eine Produktion, die sie für United Artists drehten. Für Stanley Kramer, der dem Film als Produktionsassistent beiwohnte, war es ebenfalls sein erster Film. Die Dreharbeiten erstreckten sich über den Zeitraum Ende August bis Mitte Oktober 1940. Der Arbeitstitel des Films lautete: Flotsam (Treibgut).
Für die Spezialeffekte war Jack Cosgrove verantwortlich, für die Ausstattung und die Filmbauten William Cameron Menzies. Dem Film stand ein geschätztes Budget von 401.000 Dollar zur Verfügung.
Eröffnet wird das Werk mit einem schriftlichen Vorwort: Als die heutigen Herrscher Deutschlands an die Macht kamen, fanden sich Tausende von Menschen, die gezwungen waren, in die Nachbarländer zu flüchten. Sie befanden sich plötzlich in einer absurden Zwickmühle, denn sie hatten keine Pässe, keine Ausweispapiere und keine Rechte. Ein Platz, wo sie unbehelligt leben konnten, wurde ihnen verwehrt, sie mussten eine endlose Odyssee, was Verhaftungen und Gefängnis einschloss, über sich ergehen lassen. Auch Deportation in ein anderes Land war keine Lösung, denn oft erwartete sie da dasselbe Schicksal. Es ist eine Geschichte der Menschen ohne Pässe, die 1937, noch vor der deutschen Besetzung Österreichs, in Wien begann.
Glenn Ford bezeichnete diesen Film stets als einen seiner Lieblingsfilme und auch Frederic March war stolz  auf diesen Film.

### Zensur
Der US-amerikanische Filmzensor Joseph Breen, dessen Hauptbetätigungsfeld in der Durchsetzung des Hays Codes bestand, war bekannt als notorischer Antisemit. Dieser Antisemitismus hatte große Auswirkungen darauf, wie er seine Rolle als Chefzensor der amerikanischen Filmindustrie durchführte. Er befürchtete, dass jüdische Filmemacher in Hollywood die Behandlung der Juden durch die Nationalsozialisten als Vehikel für Propaganda nutzen könnten. Breen warnte die Produzenten und wollte, dass sie das Thema ganz vermeiden, und übte insoweit Druck auf verschiedene große Studios aus. Er bestand darauf, dass jede Kritik an Hitler-Deutschland und dem Dritten Reich einen Verstoß gegen das Neutralitätsgesetz darstelle, und berief sich insoweit auch auf seine mit Georg Gyssling, dem deutschen Konsul in Amerika, geführten Gespräche und dessen Zustimmung zu künftigen Filmen. Das führte dazu, dass viele Dinge im Film nur angedeutet wurden.
Frederic March wurde 1951 ebenso wie John Cromwell auf Hollywoods Schwarze Liste gesetzt. Cromwell verließ Hollywood daraufhin enttäuscht.

### Veröffentlichung
Premiere hatte der Film am 21. Januar 1941 in Los Angeles, die Florida-Premiere fand am 24. Januar 1941 in Miami statt. Am 14. Februar 1941 lief So Ends Our Night allgemein in den USA an. Nach der Premiere in Los Angeles und einer Spendengala in Miami veranstaltete das Weiße Haus eine private Vorführung des Films für Präsident Franklin D. Roosevelt, der dem Film seine Bewunderung aussprach.
Veröffentlicht wurde der Film außerdem in folgenden Ländern: Mexiko (15. August 1941), Schweden (17. Januar 1944), Portugal (7. März 1946), Belgien (9. Januar 1948 in Brüssel), Dänemark (15. April 1948). Zudem lief er in Brasilien, Spanien, Italien und Ungarn.

### Nachwirkung
Der Film wurde im Herbst 1997 erneut in den Vereinigten Staaten aufgeführt. Gezeigt wurde er in New York, wo er Teil des Programms „Amerikanische Romantiker: Frank Borzage und Margaret Sullavan“ war. Frank Borzage und Margaret Sullavan arbeiteten in dem 1940 erschienenen Filmdrama Tödlicher Sturm zusammen, einem der ersten antifaschistischen Filme Hollywoods. In Deutschland wurde der Film seinerzeit wegen eines Aufführungsverbots durch Joseph Goebbels nicht gezeigt. Weitere Filme, bei denen Borzage und Sullavan zusammenarbeiteten: Little Man What Now (1934), Three Comrades (1938), Brennendes Feuer der Leidenschaft (1938).

## Kritik
Bosley Crowther von der New York Times lobte den Film für seine Unerschrockenheit und sein schwieriges Thema und urteilte: Es ist eine Geschichte von Menschen, die im neuen Loew-Lewin-Film mit großer Schärfe und Sympathie erzählt wird, allerdings folgt sie einer zu starren und monotonen Erzählform. Jennings dokumentiert in seinem Drehbuch das erbärmliche Leben seiner Figuren zu sehr, und obwohl Cromwell mit viel Pathos arbeitet und einzelne Szenen mit viel Zartheit gezeichnet hat, war das Geschehen im Film insgesamt zu langsam, zu feierlich und auch zu langweilig, da der Film eine endlose Länge von zwei Stunden aufweist. Zur Besetzung äußert Crowther, sie sei großartig und vereinzelt: Fredric March sei recht aufsässig und trotz aller Schroffheit auch idealistisch, Margaret Sullavan sei zerbrechlich und verwirrt als jüdisches Mädchen, und Glenn Ford als vielversprechender Newcomer gebe seiner Rolle viel Substanz und eine ansprechende Einfachheit.
Nicholas Sheffo von fulvuedrive-in.com befand, John Cromwells So Ends Our Night sei einer von jenen intelligenten, intensiven Filmen über die Nazis und ihren Versuch, die Welt zu übernehmen und zu zerstören, der die dunkle Seite der menschlichen Natur beleuchte. Besonders gut sei Glenn Ford in seiner Rolle als Ludwig Kern, Sohn einer jüdischen Mutter und eines arischen Vaters. Erich von Stroheim sei stark in seiner Rolle als Nazi. Talbot Jennings Drehbuchanpassung an die Vorlage sei intelligent, sensibel, aufschlussreich und ehrlich. Leider sei der Film beim Publikum nicht so angekommen, wie er es hätte sollen, vielleicht sei er zu real gewesen für den Rest der Welt.
Bei dvdbeaver.com war zu lesen, dass der Film an der Abendkasse vielleicht besser gelaufen wäre, wenn er wenige Monate nach dem Eintritt der USA in den Krieg veröffentlicht worden wäre. Auch RareFilm sah das so und fügte einen weiteren Aspekt hinzu. Zwar seien die Nazis eindeutig die Schurken in diesem Film, da er aber vor Amerikas Kriegseintritt erstellt worden sei, werde Adolf Hitler im Film nicht erwähnt, was die Vermutung nahelege, dass man möglichst die Auslandsmärkte nicht habe verlieren wollen.
Auch Letterboxd vertrat diese Ansicht, sprach von einer sanften, poetischen Adaption von Remarques Roman, einem großartigen Fredric March und von einer Leistung von Frances Dee, die die von Margaret Sullavan in den Schatten stelle, die bereits in dem 1940 erschienenen Filmdrama Tödlicher Sturm aufgetreten sei, einem der Lieblingsfilme von John Cromwell. Unter seinen eigenen Filmen sei dieser Film einer der am meisten unterbewerteten amerikanischen Filme der vierziger Jahre.
In dieselbe Richtung ging auch Thrilling Days of Yesterday, wo es ebenfalls hieß, Hollywood habe gezögert, seinen lukrativen europäischen Filmmarkt allzu sehr zu verschrecken, indem die Dinge ohne Umschweife beim Namen genannt werden. Ebenso war man auch dort der Meinung, Amerika sei zum Zeitpunkt der Premiere des Films, der oft erschreckend düster und pessimistisch sei, einfach noch nicht bereit gewesen für einen derartigen Film. Auch hier war die Tendenz, dass Ford erstklassig in einer seiner frühen Rollen sei und sehr gut von Sullavan unterstützt werde, die in ihren Rollen immer glänze. Hervorgehoben wurde außerdem die Interrogationsszene von Ford und Erich von Stroheim, die faszinierend sei. Aber das wahre Highlight des Films sei die Marktszene, in der March in seiner Rolle als Steiner seine von Frances Dee gespielte Frau Marie ein letztes Mal sieht, bevor er das Land verlässt. Dee sei großartig, die Angst, die sich in ihrem Gesicht spiegele, sei spürbar.
Auch Glenn Erickson stellte darauf ab, dass das amerikanische Publikum schon für den Film Früchte des Zorns mit John Ford nicht bereit gewesen sei und genauso wenig Interesse an John Cromwells pessimistischem Film So Ends Our Night gezeigt habe. Als der Film in die Kinos kam, sei Amerika noch zehn Monate vom Kriegseintritt entfernt gewesen und Filme, die die schlechte Lage in Europa thematisierten, seien bei den Amerikanern nicht sehr beliebt gewesen.
C.H. vom Film Museum merkte an: „Dass Paris in dieser Remarque-Adaption als sicherer Hafen erscheint, zeigt auch, wie hart So Ends Our Night – als ernsthafte Hollywood-Schilderung der Lage in Europa und der Exilerfahrung – am Wind der Zeit segelte: Zur Premiere des Films hatte Frankreich längst kapituliert. Neben den Proto-Noir-Szenen aus einem Wien, in dem niemanden zu trauen ist, besticht der unnachahmliche Erich von Stroheim als praktisch denkender und rücksichtslos handelnder Gestapo-Agent: the man you love to hate.“
Kino im Kasten befand, dass Erich Maria Remarques Roman Liebe deinen Nächsten mit So Ends Our Night eine cineastische Würdigung erhalte, „die auch heute erschreckende Aktualität [trage]“. Auch verdiene der Soundtrack des Proto-Noir-Films „besondere Aufmerksamkeit“.

## Auszeichnung
Louis Gruenberg, ein Freund von Arnold Schönberg und Jascha Heifetz, Schüler am Wiener Konservatorium, war auf der Oscarverleihung 1942 in der Kategorie „Beste Filmmusik in einem Drama“ für einen Oscar nominiert, der jedoch an Bernard Herrmann und den Fantasyfilm Der Teufel und Daniel Webster (The Devil and Daniel Webster) ging.